# Dyskografia Kodaka Blacka
Dyskografia amerykańskiego muzyka Kodaka Blacka składa się z trzech albumów studyjnych, siedmiu mixtape'ów i trzydziestu trzech singli (w tym dziesięciu singli jako główny artysta). Jego najwyżej notowanym utworem na listach przebojów jest „ZEZE”, który zadebiutował na drugim miejscu listy Billboard Hot 100, stając się drugim przebojem Blacka w pierwszej dziesiątce listy Hot 100. Jego druga najwyżej notowana solowa piosenka to „Super Gremlin”, zajęła ona piąte miejsce na liście Hot 100 w 2022 r.

## Albumy

### Albumy studyjne
| Tytuł                                                  | Informacje | Pozycje na listach | Pozycje na listach | Pozycje na listach | Pozycje na listach | Pozycje na listach | Certyfikat      |
| Tytuł                                                  | Informacje | USA                | USAR&B/HH          | AUS                | KAN                | UK                 | Certyfikat      |
| ------------------------------------------------------ | --- | ------------------ | ------------------ | ------------------ | ------------------ | ------------------ | --------------- |
| Painting Pictures                                      | - Wydany: 31 marca 2017 - Wytwórnia: Dollaz N Dealz, Sniper Gang, Atlantic - Format: Streaming, digital download     | 3                  | 1                  | —                  | 5                  | —                  | - RIAA: Platyna |
| Dying to Live                                          | - Wydany: 14 grudnia 2018 - Wytwórnia: Dollaz N Dealz, Sniper Gang, Atlantic - Format: Streaming, digital download   | 1                  | 1                  | 93                 | 5                  | 74                 | - RIAA: Platyna |
| Bill Israel                                            | - Wydany: 11 listopada 2020 - Wytwórnia: Dollaz N Dealz, Sniper Gang, Atlantic - Format: Streaming, digital download | 42                 | 20                 | —                  | —                  | —                  |                 |
| Back For Everything                                    | - Wydany: 25 lutego 2022 - Wytwórnia: Atlantic - Format: Streaming, digital download                                 | —                  | —                  | —                  | —                  | —                  |                 |
| "—" oznacza że album nie był notowany na danej liście. | |                    |                    |                    |                    |                    |                 |

## Mixtape'y
| Tytuł                                                    | Informacje                                                                                                   | Pozycje na listach | Pozycje na listach | Pozycje na listach | Certyfikaty     |
| Tytuł                                                    | Informacje                                                                                                   | USA                | USA R&B/ HH        | KAN                | Certyfikaty     |
| -------------------------------------------------------- | --- | ------------------ | ------------------ | ------------------ | --------------- |
| Project Baby                                             | - Wydany: 26 grudnia 2013 - Wytwórnia: Dollaz N Dealz, Sniper Gang - Format: Digital download                | —                  | —                  | —                  |                 |
| Heart of the Projects                                    | - Wydany: 30 grudnia 2014 - Wytwórnia: Dollaz N Dealz, Sniper Gang - Format: Digital download                | —                  | —                  | —                  |                 |
| Institution                                              | - Wydany: 25 grudnia 2015 - Wytwórnia: Dollaz N Dealz, Sniper Gang, Atlantic - Format: Digital download      | —                  | —                  | —                  |                 |
| Lil B.I.G. Pac                                           | - Wydany: 11 czerwca 2016 - Wytwórnia: Dollaz N Dealz, Sniper Gang, Atlantic - Format: CD, Digital download  | 134                | 49                 | —                  |                 |
| Project Baby 2                                           | - Wydany: 18 sierpnia 2017 - Wytwórnia: Dollaz N Dealz, Sniper Gang, Atlantic - Format: CD, Digital download | 2                  | 1                  | 25                 | - RIAA: Platyna |
| F.E.M.A. (z Plies)                                       | - Wydany: 31 października 2017 - Wytwórnia: Dollaz N Dealz, Sniper Gang, Atlantic - Format: Digital download | —                  | —                  | —                  |                 |
| Heart Break Kodak                                        | - Wydany: 14 lutego 2018 - Wytwórnia: Dollaz N Dealz, Sniper Gang, Atlantic - Format: Digital download       | 25                 | 15                 | 34                 |                 |
| "—" oznacza że mixtape nie był notowany na danej liście. | |                    |                    |                    |                 |

### EP
| Tytuł                | Informacje                                                                         |
| -------------------- | ---------------------------------------------------------------------------------- |
| Haitian Boy Kodak    | - Wydany: 14 maja 2021 - Wytwórnia: Atlantic Records - Format: Digital download    |
| Happy Birthday Kodak | - Wydany: 11 czerwca 2021 - Wytwórnia: Atlantic Records - Format: Digital download |

## Single

### Jako główny artysta
| Tytuł | Rok  | Pozycje na listach | Pozycje na listach | Pozycje na listach | Pozycje na listach | Pozycje na listach | Pozycje na listach | Certyfikaty                                                      | Album |
| Tytuł | Rok  | USA                | USA R&B/HH         | USA Rap            | AUS                | KAN                | UK                 | Certyfikaty                                                      | Album |
| --- | ---- | ------------------ | ------------------ | ------------------ | ------------------ | ------------------ | ------------------ | ---------------------------------------------------------------- | --- |
| "No Flockin"                                                                                             | 2014 | 95                 | 38                 | —                  | —                  | —                  | —                  | - RIAA: 2× Platyna - MC: Złoto                                   | Heart of the Projects                                                                                    |
| "Skrilla"                                                                                                | 2015 | —                  | —                  | —                  | —                  | —                  | —                  |                                                                  | Heart of the Projects                                                                                    |
| "Skrt"                                                                                                   | 2015 | —                  | —                  | —                  | —                  | —                  | —                  |                                                                  | Heart of the Projects                                                                                    |
| "Like Dat"                                                                                               | 2016 | —                  | —                  | —                  | —                  | —                  | —                  |                                                                  | Institution                                                                                              |
| "Going Viral" (feat. Boosie Badazz)                                                                      | 2016 | —                  | —                  | —                  | —                  | —                  | —                  |                                                                  | — |
| "There He Go"                                                                                            | 2016 | —                  | 48                 | —                  | —                  | —                  | —                  | - RIAA: Złoto                                                    | Painting Pictures                                                                                        |
| "Tunnel Vision"                                                                                          | 2017 | 6                  | 4                  | 2                  | —                  | 17                 | —                  | - RIAA: 4× Platyna                                               | Painting Pictures                                                                                        |
| "Horses" (z PnB Rock i A Boogie wit da Hoodie)                                                           | 2017 | —                  | —                  | —                  | —                  | —                  | —                  | - RIAA: Platyna                                                  | The Fate of the Furious: The Album                                                                       |
| "First Day Out"                                                                                          | 2017 | 61                 | 27                 | 20                 | —                  | 80                 | —                  |                                                                  | — |
| "Patty Cake"                                                                                             | 2017 | 76                 | 33                 | 24                 | —                  | —                  | —                  |                                                                  | Painting Pictures                                                                                        |
| "Transportin"                                                                                            | 2017 | 46                 | 18                 | 13                 | —                  | 52                 | —                  | - RIAA: Platyna                                                  | Project Baby 2                                                                                           |
| "Roll in Peace" (feat. XXXTentacion)                                                                     | 2017 | 31                 | 16                 | 14                 | —                  | 64                 | —                  | - RIAA: 3× Platyna - BPI: Srebro                                 | Project Baby 2                                                                                           |
| "Codeine Dreaming" (feat. Lil Wayne)                                                                     | 2017 | 52                 | 20                 | 18                 | —                  | 53                 | —                  | - RIAA: 2× Platyna                                               | Project Baby 2: All Grown Up i Heart Break Kodak                                                         |
| "Wake Up in the Sky" (z Gucci Mane i Bruno Mars)                                                         | 2018 | 11                 | 5                  | 5                  | 46                 | 36                 | 65                 | - RIAA: 3× Platyna - ARIA: Złoto - POL: Złoto                    | Evil Genius                                                                                              |
| "If I'm Lyin, I'm Flyin"                                                                                 | 2018 | 56                 | 32                 | —                  | —                  | 68                 | —                  |                                                                  | Dying to Live                                                                                            |
| "ZEZE" (feat. Travis Scott i Offset)                                                                     | 2018 | 2                  | 1                  | 1                  | 14                 | 1                  | 7                  | - RIAA: 5× Platyna - ARIA: Platyna - BPI: Platyna - POL: Platyna | Dying to Live                                                                                            |
| "Take One"                                                                                               | 2018 | 81                 | 40                 | —                  | —                  | —                  |                    |                                                                  | Dying to Live                                                                                            |
| "Calling My Spirit"                                                                                      | 2018 | 46                 | 14                 | 12                 | —                  | 75                 | —                  | - RIAA: 2× Platyna                                               | Dying to Live                                                                                            |
| "Pimpin Ain't Eazy"                                                                                      | 2019 | —                  | 49                 | —                  | —                  | —                  | —                  |                                                                  | Bill Israel                                                                                              |
| "Because of You"                                                                                         | 2020 | —                  | —                  | —                  | —                  | —                  | —                  |                                                                  | — |
| "Vultures Cry 2" (feat. WizDaWizard i Mike Smiff)                                                        | 2020 | —                  | —                  | —                  | —                  | —                  | —                  |                                                                  | — |
| "Last Day In"                                                                                            | 2021 | —                  | 39                 | —                  | —                  | —                  | —                  |                                                                  | Zapowiedziany                                                                                            |
| "Every Balmain"                                                                                          | 2021 | —                  | —                  | —                  | —                  | —                  | —                  |                                                                  | Zapowiedziany                                                                                            |
| "Easter in Miami"                                                                                        | 2021 | —                  | —                  | —                  | —                  | —                  | —                  |                                                                  | Zapowiedziany                                                                                            |
| "Rip Stick" (feat. Pooh Shiesty i Sykobob)                                                               | 2021 | —                  | —                  | —                  | —                  | —                  |                    |                                                                  | — |
| "Feelin' Peachy"                                                                                         | 2021 | —                  | —                  | —                  | —                  | —                  | —                  |                                                                  | Happy Birthday Kodak                                                                                     |
| "Senseless"                                                                                              | 2021 | —                  | 50                 | —                  | —                  | —                  | —                  |                                                                  | Zapowiedziany                                                                                            |
| "Before I Go" (feat. Rod Wave)                                                                           | 2021 | —                  | 46                 | —                  | —                  | —                  | —                  |                                                                  | Zapowiedziany                                                                                            |
| "Closure"                                                                                                | 2021 | —                  | —                  | —                  | —                  | —                  |                    |                                                                  | Zapowiedziany                                                                                            |
| "Love & War"                                                                                             | 2021 | —                  | 48                 | —                  | —                  | —                  |                    |                                                                  | Back For Everything                                                                                      |
| "Super Gremlin"                                                                                          | 2022 | 5                  | 1                  | 1                  | —                  | 24                 |                    | - RIAA: Platyna                                                  | Sniper Gang Presents Syko Bob & Snapkatt: Nightmare Babies and Back For Everything - Back For Everything |
| "—" oznacza że singel nie był notowany na danej liście oraz że singel nie znalazł się na żadnym albumie. |      |                    |                    |                    |                    |                    |                    |                                                                  | |

### Jako gościnny wykonawca
| "Benjamins" (Nino Breeze feat. Kodak Black)                                                              | 2016 | —   | —  | —  | —  |                                 | —                              |
| "Lockjaw" (French Montana feat. Kodak Black)                                                             | 2016 | 73  | 23 | 16 | —  | - RIAA: 2× Platyna              | Wave Gods, MC4 i Montana       |
| "Watch Me Crank" (Iceberg feat. Kodak Black)                                                             | 2016 | —   | —  | —  | —  |                                 | Flame: Diary of a Soflo Legend |
| "Weatherman" (Yo Gotti feat. Kodak Black)                                                                | 2016 | —   | —  | —  | —  |                                 | White Friday (CM9)             |
| "Drowning" (A Boogie wit da Hoodie feat. Kodak Black)                                                    | 2017 | 38  | 15 | 11 | 53 | - RIAA: 5× Platyna - POL: Złoto | The Bigger Artist              |
| "Pills & Automobiles" (Chris Brown feat. Yo Gotti, A Boogie wit da Hoodie & Kodak Black)                 | 2017 | 46  | 17 | —  | 67 | - RIAA: 2× Platyna              | Heartbreak on a Full Moon      |
| "Bestie" (Bhad Bhabie feat. Kodak Black)                                                                 | 2019 | —   | —  | —  | —  |                                 | —                              |
| "Big Boy Diamonds" (Gucci Mane feat. Kodak Black)                                                        | 2019 | 100 | 49 | —  | —  |                                 | Woptober II                    |
| "Hit Bout It" (Lil Yachty feat. Kodak Black)                                                             | 2021 | 67  | 25 | 19 | —  |                                 | Zapowiedziany                  |
| "Thugged Out" (YNW Melly feat. Kodak Black)                                                              | 2021 | —   | —  | —  | —  |                                 | Zapowiedziany                  |
| "—" oznacza że singel nie był notowany na danej liście oraz że singel nie znalazł się na żadnym albumie. |      |     |    |    |    |                                 |                                |